# Wim Bartels

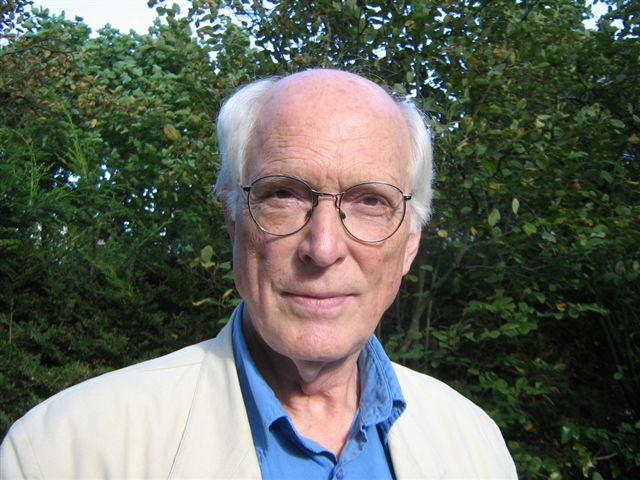
Wim Bartels

W.J.B. (Wim) Bartels (1 augustus 1937) is een Nederlands theoloog, politicoloog en vredesactivist.
Bartels volgde aanvankelijk een priesteropleiding bij de dominicanen, studeerde politicologie en was wetenschappelijk hoofdmedewerker aan het Instituut voor Politicologie en het Studiecentrum voor Vredesvraagstukken van de Katholieke Universiteit Nijmegen. Wim Bartels is gehuwd met de theologe Justine Aalders en heeft twee kinderen.

## Campagne tegen de kernwapens
Toen de internationalisering van de IKV-campagne Help de kernwapens de wereld uit om te beginnen uit Nederland werd ingezet, verliet hij in 1981 de universiteit om internationaal secretaris te worden van het IKV, waarna hij tevens internationaal secretaris werd van het International Peace Coordination Centre (IPCC). Het IPCC was een door het IKV opgerichte internationale van gelijkgezinde vredesbewegingen uit Europa, de Verenigde Staten, Canada en Australië, die de strijd tegen de kernwapens wilden verbinden met die vóór democratie en mensenrechten in Oost-Europa en die zich daarom afgrensden van bewegingen die zich eerder oriënteerden op de politiek van Oost-Europese landen ofwel deze landen ter wille van de ontspanning niet te veel voor het hoofd wilden stoten. Basis voor hun samenwerking onderling en met partners binnen Oost-Europese landen was de onverkorte inzet voor de drie "manden" van het intergouvernementele Helsinki-akkoorden uit 1975, politieke samenwerking, sociaal-economische samenwerking en humanitaire zaken inclusief mensenrechten.

## Oost–Europa
Bartels verdedigde de opvatting dat een vredesbeweging alleen geloofwaardig kan zijn, als er "principieel" gewerkt werd "vanuit solidariteit met allen die door hun inzet voor vrede aan de kant zijn gezet". Dat leidde voor hem in 1982 tot een confrontatie op een congres in Moskou dat door Oost-Europese staatsfunctionarissen voor kerkpolitiek was georganiseerd. Aan Bartels was 12 minuten spreektijd beloofd in de plenaire vergadering, die hij wilde gebruiken om bovenstaande aanpak daar te verdedigen en onder meer daardoor onafhankelijke, dissidente vredesgroepen in Oost-Europa die niet tot de conferentie toegelaten werden een hart onder de riem te steken. Op het laatste moment werd hem echter de spreektijd toch geweigerd. Daarop liep Bartels voor het oog van de camera´s demonstratief van het podium. De eenmansactie haalde volop de internationale pers. In Nederland zond de IKON het incident uit. Zelfs het Nederlandse communistische dagblad De Waarheid drukte de verhinderde toespraak integraal af, waarmee binnen de CPN de richtingenstrijd zichtbaar werd.

## Euro–Arabische Dialoog

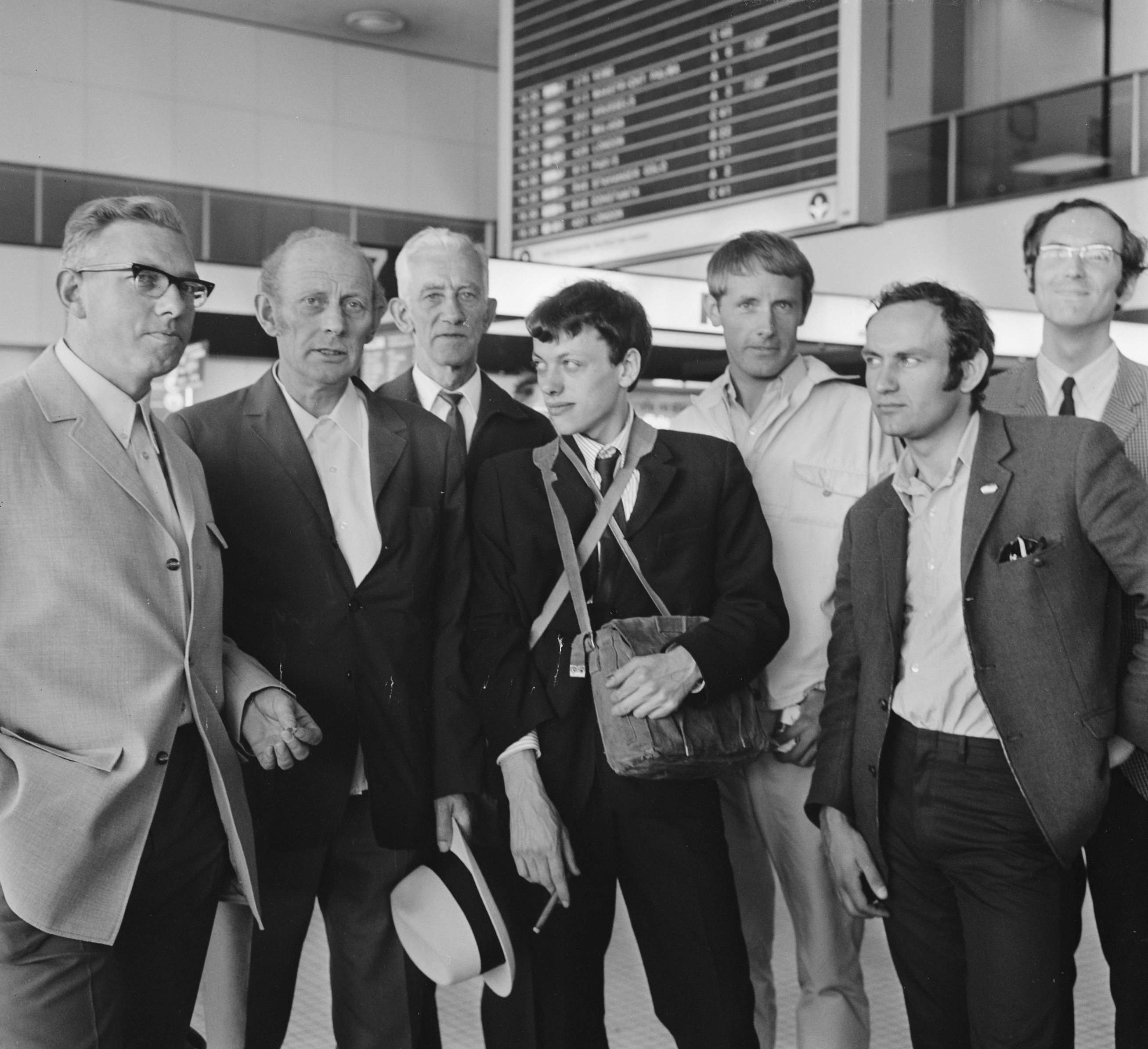
Palestina Komitee (1969), v.l.n.r.: pater J. van Eupen, J. H. Davio, Piet Nak, B. de Wolf, onbekende, Bertus Hendriks en Wim Bartels

Wim Bartels speelde samen met Pieter Rookmaker in de jaren 60 een belangrijke rol in de ontwikkeling van het Midden-Oostenbeleid van Pax Christi Nederland. Terwijl Rookmaker er de verbindingen onderhield met de Katholieke Raad voor Israël, vroeg Bartels aandacht voor de positie en de belangen van de Palestijnen. Deze geschiedenis werd samengevat in de studie van Megens en Reiding.
In het IKV werd Wim Bartels in de jaren 90 oprichter van het project "Euro-Arabische dialoog van onderop" (EAd). EAd vormde een reactie op het uitbreken van de Tweede Golfoorlog (1990) waarbij de aanval van Saddam Hoessein op Koeweit en de daaropvolgende massale westerse interventie algemeen in de wereld een einde maakte aan het optimisme na de Koude Oorlog. De spanning tussen Europa en de Arabische wereld groeide sterk en ook binnen Europa en Nederland werden groeiende spanningen zichtbaar tussen (Arabisch-islamitische)migranten en de autochtone bevolking. Vanuit zijn universitaire expertise in de Arabische wereld en zijn ervaringskennis opgedaan in het Oost-West conflict zette Bartels vanaf 1992 met lokale Arabische partners, Pax Christi en het Nederlands Centrum Buitenlanders de EAd op. Ook in dit model werden groepen en personen uit beide regio's met elkaar verbonden, in de hoop dat daardoor een bijdrage geleverd zou kunnen worden aan het verminderen van de spanningen tussen en binnen beide delen van de wereld, Europa en de Arabische wereld, en tegelijk een bijdrage zou kunnen worden geleverd aan de samenlevingsopbouw en democratisering van de Arabische wereld zelf.

Het EAd-project kende "Antennebureaus" in Den Haag, Tunis, Rabat (Marokko), Ramallah, van waaruit contacten werden gelegd met mensen en groepen uit de verschillende civiele samenlevingen.
In november 1992 vond in Amsterdam een eerste grote conferentie plaats op "trilaterale basis": namelijk van personen en groepen uit de Arabische wereld, en personen en groepen uit Europa, waarvan uitdrukkelijk autochtonen en Arabische immigranten vertegenwoordigd waren. In december 1996 vond in Maârif, Casablanca, een publieke conferentie rond burgerparticipatie en lokale democratie plaats. Deze conferentie was een initiatief van de deelraad Maârif in Casablanca in Marokko, de Vereniging van Nederlandse gemeenten VNG, afdeling Internationaal, en van EAd. Tijdens de conferentie bleek een grote behoefte aan de kant van zowel de Nederlandse als de Marokkaanse gemeenten te bestaan om tot verdere uitwisseling en samenwerking te komen. In 2000 werd in Caïro een conferentie georganiseerd met deelname van organisaties uit vele Europese en Arabische landen rond het thema "Het groeiende sociale tekort binnen de actuele globaliseringsprocessen". Het netwerk van de EAd is daarna binnen het Midden-Oostenwerk van het IKV werkzaam gebleven.

## Pensioen
Bartels ging in 1997 met pensioen, waarna hij voor het IKV en Pax Christi als adviseur werkzaam bleef en actief werd in het integratiewerk binnen Amsterdam.
In een interview met Colet van der Ven in het boek "En God viel uit de hemel" uit 2008 lichtte hij onder meer toe hoe oorlogservaringen in zijn kinderjaren van invloed zijn geweest op zijn latere verbintenis met de vredesbeweging.